# SINGLES 2 (Janne Da Arcのアルバム)
『SINGLES 2』（シングルス・ツー）は、日本のヴィジュアル系ロックバンド・Janne Da Arcが2007年2月21日にmotorodから発売した3枚目のベストアルバムである。

## 解説
17枚目のシングル「FREEDOM」から26枚目のシングル「HEAVEN/メビウス」までを収録したシングルコレクション。完全初回限定生産（CD+2DVD）、通常版2種類（CD+DVDとCDのみ）の3形態での発売。DVD付きには、収録曲全てのPVと一部の楽曲のパートチェンジ・バージョンを収録。
また完全限定生産付属のDVDには、『Live2006 DEAD or ALIVE』より未収録曲4曲と「Stare【Music Clip-Limited Edition-】」、「OFF SHOT【Janne Da Arc 2004-2006】」も収録。
本作の発売と同日に、前作『SINGLES』をスペシャルプライス版・CD-DA仕様で再発売。

## 収録曲
楽曲の詳細は、各項目を参照。

### CD
1. FREEDOM（作詞・作曲:yasu）
2. Kiss Me（作詞・作曲:yasu）
3. DOLLS（作詞・作曲:yasu）
4. ROMANC∃（作詞・作曲:yasu）
5. BLACK JACK（作詞・作曲:yasu）
6. Love is Here（作詞・作曲:yasu）
7. 月光花（作詞・作曲:yasu）
8. ダイヤモンドヴァージン（作詞・作曲:yasu）
9. 振り向けば…（作詞：yasu　作曲：ka-yu）
10. Destination（作詞：yasu，kiyo　作曲：kiyo）
11. HEAVEN（作詞・作曲:yasu）
12. メビウス（作詞・作曲:yasu）

### DVD：1
- Music Clips
  1. FREEDOM
  2. Kiss Me
  3. DOLLS
  4. ROMANC∃
  5. BLACK JACK
  6. Love is Here
  7. 月光花
  8. ダイヤモンドヴァージン
  9. 振り向けば…
  10. Destination
  11. HEAVEN
  12. メビウス
- Re-collecting Music Clip〜Part Change Version〜
  1. FREEDOM?
  2. Kiss Me?
  3. DOLLS?
  4. ROMANC∃?
  5. BLACK JACK?

### DVD：2
- LIVE DVD Janne Da Arc Live2006 "DEAD or ALIVE"-SAITAMA SUPER ARENA 0520- 未収録曲
  1. 闇の月をあなたに…
  2. MISTAKE
  3. speed
  4. -R-TYPE「瞳の色」
- Stare【Music Clip-Limited Edition-】
- OFF SHOT【Janne Da Arc 2004-2006】